# Двойное Рождество Баба и Бахауллы
Двойное Рождество или Святое Двойное Рождество Баба и Бахауллы — два следующих друг за другом святых дня в Календаре бахаи, которые отмечают рождение двух центральных фигур Веры Бахаи. Два святых дня отмечают годовщину со Дня рождения Баба (20 октября 1819 года по григорианскому календарю) и годовщину со Дня рождения Бахауллы (двумя годами ранее, 12 ноября 1817 года).
Эти две даты совпадают с первым и вторым днем месяца Мухаррам по исламскому календарю или первым и вторым днем восьмого новолуния, следующего за ещё одним святым днем бахаи — праздником Нау-Руз, как это определено заранее по астрономическим таблицам с использованием Тегерана в качестве отправной точки.
До 2015 года, когда пришло в действие решение Всемирного Дома Справедливости об упорядочивании применения календаря бади, эти два священных дня отмечались в первый и второй дни Мухаррама в исламском лунном календаре в странах Ближнего Востока, в то время как бахаи других стран отмечали эти даты согласно григорианскому календарю 20 октября (годовщина со Дня рождения Баба) и 12 ноября (годовщина со Дня рождения Бахауллы). Теперь два святых дня, образующих собой Двойное Рождество, следуют друг за другом, переходя из года в год в месяцы Машият, Ильм и Кудрат календаря бахаи или с середины октября до середины ноября по григорианскому календарю.
По случаю 200-летия со Дня рождения Баба и Бахауллы в 2017 и 2019 годах во всем мире были организованы особые празднования. В октябре 2017 года Всемирный Дом Справедливости направил письмо «всем, кто чествует Славу Божью», о значении жизни Бахауллы и деятельности бахаи, которая вдохновлена 200-летием со Дня его рождения.

## Соблюдение
| Год Эры Бахаи | Даты (Календарь Бади) | Даты (григорианский календарь)         | Двухсотлетие                                                                                           |
| ------------- | --------------------- | -------------------------------------- | --- |
| 172 г. Э. Б.  | Кудрат 10, 11         | 12/13 ноября, 13/14 (2015)             | |
| 173 г. Э. Б.  | Илм 18, 19            | 31 октября/1 ноября, 1/2 ноября (2016) | |
| 174 г. Э. Б.  | Илм 7, 8              | 20/21 октября, 21/22 (2017)            | Двухсотлетие со Дня рождения Бахауллы (от заката в пятницу 20 октября до заката в субботу 21 октября)  |
| 175 г. Э. Б.  | Кудрат 6, 7           | 8/9 ноября, 9/10 (2018)                | |
| 176 г. Э. Б.  | Илм 14, 15            | 28/29 октября, 29/30 (2019)            | Двухсотлетие со Дня рождения Баба (от заката в понедельник 28 октября до заката во вторник 29 октября) |
| 177 г. Э. Б.  | Илм 4, 5              | 17/18 октября, 18/19 (2020)            | |
| 178 г. Э. Б.  | Кудрат 4, 5           | 5/6 ноября, 6/7 (2021)                 | |

## Значимость

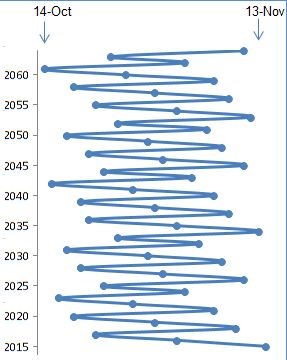
Диаграмма, показывающая колебания восьмого новолуния после Нав-Руза (Новый год бахаи), на который приходится Двойное Рождество в календаре бахаи, между 172 и 221 г. Э. Б. (2015—2065 гг.).

Понятие Двойного Богоявления является концепцией, фундаментальной для Веры Бахаи. Она описывает взаимоотношения между Бабом и Бахауллой. И Баб, и Бахаулла считаются Явлениями Бога, каждый из них стал основателем отдельной религии (Бабизм и Вера Бахаи) и явил свое Священное Писание. Однако для бахаи миссии Баба и Бахауллы неразрывно связаны: миссия Баба заключалась в том, чтобы подготовить путь для пришествия Того, Кого явит Бог, который в конечном итоге явился в лице Бахауллы. По этой причине и Баб, и Бахаулла почитаются как главные фигуры Веры Бахаи. Между Бахауллой и Бабой проводится параллель как между Иисусом и Иоанном Крестителем .